# Abd ar-Rahman IV
Abd ar-Rahman IV Mortada (arabiska: عبد الرحمن المرتضى, ʿAbd ar-Raḥmān al-Murtaḍā [ʕabd]; även känd som Mortada IV), född i Córdoba i Spanien, död 1018 i Guadix i Spanien, var kalif av Córdoba under Umayyaddynastin i Al-Andalus. 
Under dynastins dödskamp erhöll två av dynastins prinsar titeln som "Kalif av Córdoba" under en kortare tid. Dessa två var Abd ar-Rahman IV och Abd ar-Rahman V. Båda var marionetter styrda av olika fraktioner som övergav dem vid samma tillfälle. Abd ar-Rahman IV mördades i Guadiz samma år som han blev tillsatt på flykt från ett slag där han hade övergivits av sina anhängare. Abd ar-Rahman V utropades till kalif i december 1023 i Córdoba och mördades i januari 1024 av en grupp arbetslösa som leddes av hans kusin.